# 武国凝別皇子
武国凝別皇子（たけくにこりわけのみこ）は、『日本書紀』等に伝わる古代日本の皇族。
『日本書紀』や『日本三代実録』では「武国凝別皇子」、他文献では「武国凝別命」とも表記される。『古事記』に記載はなく、『日本書紀』でも事績の記載はない。
第12代景行天皇の皇子である。

## 系譜
『日本書紀』によれば、第12代景行天皇と阿倍氏木事の娘の高田媛との間に生まれた皇子とされる。『先代旧事本紀』「天皇本紀」においても同様の記載が見える。
妻・子に関して史書に記載はない。最古級の竪系図になる園城寺蔵『和気系図』（円珍俗姓系図/円珍系図、承和年間（834年-848年）の書写）では、武国凝別皇子を景行天皇の12男としたうえで、その子について水別命・阿加佐乃別命らの名を載せる。

## 後裔氏族
武国凝別皇子について、『日本書紀』では伊予国の御村別（みむらのわけ/みむらわけ）の祖と記されている。一方『先代旧事本紀』「天皇本紀」では、武国凝別命を筑紫水間君の祖とし、武国皇別命を伊予御城別・添御枝君の祖と記している。
『日本三代実録』貞観8年（866年）10月27日条によれば、武国凝別皇子の後裔を称する讃岐国那珂郡・多度郡の因支首秋主（いなきのおびと あきぬし）ほか同族8人が、「和気公（わけのきみ：和気氏）」姓を賜り改姓したという。この改姓は貞観9年（867年）2月16日付の「讃岐国司解」によっても知られる。
『和気系図』では武国凝別皇子から御村別・因支首・和気公に続く系図が載せられており、そのうち前述の水別命が伊予の別公の系統、阿加佐乃別命が讃岐の因支首（のち和気公）の系統と見られている。そして後者の讃岐和気公からは、円珍（智証大師、俗名を和気公広雄）が輩出されている。

## 伝承・信仰

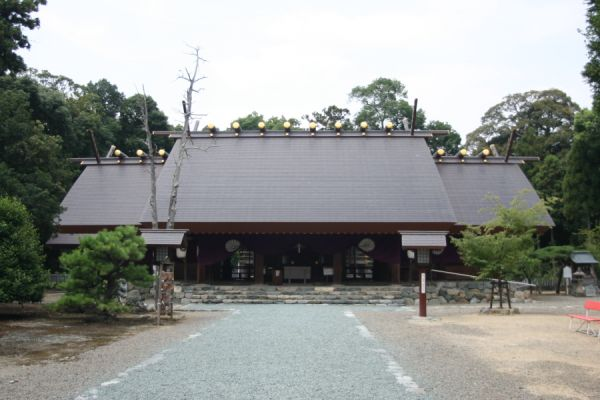
伊曽乃神社（愛媛県西条市）武国凝別命を開拓神として奉斎する。

伊予地方に残る伝承では、武国凝別命は平定のため伊予に派遣され、神野郡（のちの新居郡、現在の愛媛県新居浜市・西条市ほか）に拠点を置いたという。そしてその子孫は一帯に広がり、「別」の子孫が治めたということから「別子（べっし）」の地名が生まれたとも伝える。旧神野郡一帯では、武国凝別命の神霊を祀る神社として特に伊曽乃神社（西条市中野、式内名神大社）が知られる。
また風伯神社（西条市朔日市）社伝では、武国凝別命が海上守護のため風神の龍田神（奈良県生駒郡三郷町の龍田大社祭神）を奉仕したのが創祀という。そのほか飯積神社（愛媛県西条市）では、『和気系図』が武国凝別命の孫とする十城別王を祭神の1柱としている。